# ذا دلتا فورس 2 (فلم)
فيلم ذا دلتا فورس 2 (بالإنجليزية:The Delta Force 2) ، فيلم سينمائي أمريكي من نوع الإثارة أنتجت من شركة MGM الأمريكية سنة 1990م، وتم تصوير عرض إطلاق النار في الفلبين .

## قصة الفيلم
رامون كوتا الأب الروحي لنشر المخدرات في جمهورية كولومبيا (بيلي دراغو) وكان البادئ لنشر المخدرات حول العالم ويسيطر على تجارة الكوكايين الكوكايين ، وكان هدفه أن يصل إلى الولايات المتحدة لإفساد الشباب الأمريكي،
مقدمة الفيلم تبدأ في ريو دي جانيرو لمناسبة الاحتفال بالكرنفال، وكان تجار المخدرات والجواسيس تنكروا في زي الراقصات في الشوارع البرازيلية، وكان مكتب مكافحة المخدرات تحشد الدعم للجيش الأمريكي لغرض إرسال التسلل إلى المقرات السرية التي تهرب المخدرات بديلا لإرسال جواسيس التابعة لمحاربة المخدرات لتسهيل المهمة
وكانا كل من سكوت ماكوي (تشاك نوريس) وشريكه الرئيسي بوبي شافيز (بول بيري) قد أتفقا على مراقبة الطائرة الجوية المتجهة إلى سويسرا لغرض توقيف إيداع أموال تاجر المخدرات في حساب مصرفي محلي، إلا أن المحاولة لم تنجح .
وكان فريق دلتا فورس حاصروا المكان الذي حجزوا الرهائن من قبل مسلحين تابعين لمتاجرة المخدرات، وتم النجاح .

## الممثلون
- تشاك نوريس في دور الرائد سكوت ماكوي .
- بيلي بول في دور رامون كوتا .
- جون ب.ريان في دور العقيد تايلر .
- ريتشارد جاكل في دور جون رئيس مكافحة المخدرات .
- بول بيري في دور بودي شافيز .

## وصلات خارجية
- مقالات تستعمل روابط فنية بلا صلة مع ويكي بيانات